# Stołeczne Królewskie Miasto Kraków

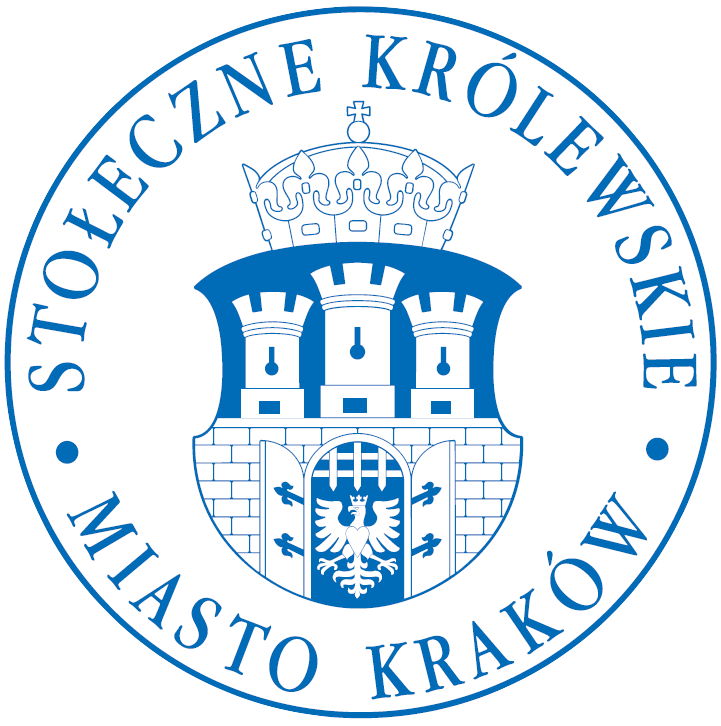
Pieczęć Krakowa

Stołeczne Królewskie Miasto Kraków – nazwa Krakowa używana zarówno w uroczystych dokumentach, jak również w oficjalnej, codziennej retoryce. Termin „Stołeczne Królewskie Miasto Kraków” określony został w Statucie Miasta Krakowa (§4 pkt 1), przyporządkowane są do niego symbole Stołecznego Królewskiego Miasta Krakowa, tj. Herb, Chorągiew, Flaga, Pieczęć.
Zarówno Sejm RP jak również Rząd RP w okresie II Rzeczypospolitej, do której tradycji nawiązuje w swojej Konstytucji obecna III Rzeczpospolita, używał w swoich ustawach i rozporządzeniach nazwy „Stołeczne Królewskie Miasto Kraków” zarówno w tytułach tych aktów prawnych, jak również w ich treści (natomiast w skrócie: st. król miasto Kraków, st.kr. miasto Kraków albo stoł. król. miasto Kraków). Niektóre z tych aktów prawnych obowiązują do dzisiaj.
Tytuł Krakowa zmieniał się na przestrzeni dziejów, zachowując ciągłość znaczeniową.

## Tytuły Krakowa
- do 25 maja 1609: stolica Królestwa Polskiego
- od 1621: Cracovia metropolis regni Poloniae
- od 13 marca 1792: Królewskie, wolne, stołeczne i wydziałowe miasto Kraków
- od 23 listopada 1793: Miasto Główne Rzeczypospolitej, wolne i wydziałowe Kraków
- od 24 kwietnia 1794: Magistrat ogólny miasta stołecznego i wydziałowego Krakowa
- od 15 czerwca 1794 (ponownie): Miasto Główne Rzeczypospolitej, wolne i wydziałowe Kraków
- od 1794: Miasto Główne i Stołeczne Kraków[5]
- od 1796: K.K. Provinzial-Hauptstadt Krakau
- die Königliche Hauptstadt Krakau
- Wolnohandlowe miasto Kraków
- Wolne, Niepodległe i Ściśle Neutralne Miasto Kraków i jego Okręg, inaczej Rzeczpospolita Krakowska
- Administracja Tymczasowa Cywilna Wolnego Miasta i jego Okręgu
- C.K. Główne Miasto Krajowe Kraków
- od 1858: Królewskie Główne Miasto Kraków
- od 1866: Stołeczne Królewskie Miasto Kraków
- w czasie II wojny światowej pod okupacją niemiecką: Die Hauptstadt des Generalgouvernements Krakau
- od 1950: Miasto Kraków[6]

20 czerwca 1990, przy wyborze Jacka Woźniakowskiego na urząd prezydenta Krakowa, radni ustalili dla krakowskiego samorządu obowiązującą nazwę „Rada Miasta Krakowa”, a w uroczystych dokumentach „Rada Stołecznego Królewskiego Miasta Krakowa”.
W latach następnych, w Statucie Miasta Krakowa stanowiącym o ustroju Gminy znalazło się sformułowanie, które stanowi, że: „Miasto Kraków zgodnie z tradycją zachowuje nazwę Stołeczne Królewskie Miasto Kraków. Używa również nazwy skróconej Miasto Kraków.” (§4 ust. 1 Statutu).

Nazwa pełna Stołeczne Królewskie Miasto Kraków jest nazwą nieurzędową. Nazwy urzędowe miast, na podstawie Ustawy z dnia 29 sierpnia 2003 r. o urzędowych nazwach miejscowości i obiektów fizjograficznych, oraz obowiązującego wcześniej Rozporządzenia Prezydenta Rzeczypospolitej z dnia 24 października 1934 r. o ustaleniu nazw miejscowości i o numeracji nieruchomości, mającego moc ustawy, mogą być nadawane lub zmieniane wyłącznie rozporządzeniami Ministra Spraw Wewnętrznych i Administracji. Na mocy § 85 cyt. Statutu, zmiany Statutu Miasta Krakowa mogą nastąpić uchwałą Rady Miasta Krakowa, w uzgodnieniu z Prezesem Rady Ministrów.

## Inne polskie miasta stołeczne
- Miasto Stołeczne Warszawa
- Stołeczne Miasto Poznań
- Królewskie Stołeczne Miasto Lwów[8]